# Skóryky (Ternópil)
Skóryky (ucraniano: Ско́рики; polaco: Skoryki) es un municipio rural de Ucrania, perteneciente al raión de Ternópil en la óblast de Ternópil.
El municipio, con una población total de 8348 habitantes en 2020, incluye tanto el pueblo de Skóryky (de unos seiscientos habitantes) como veintidós pedanías. El municipio se fundó en 2015 mediante la fusión de los hasta entonces consejos rurales de Skóryky, Vorobíyivka, Koshliaky, Pálchyntsi y Terpýlivka.
Se conoce la existencia del pueblo en documentos desde 1598, cuando se menciona como "Skorykivtsi". Antes de la fundación del actual municipio en 2015, Skóryky era la sede de un consejo rural en el raión de Pidvolochysk, que únicamente incluía como pedanía a Klýmkivtsi.
Se ubica unos 5 km al norte de la conurbación interregional Pidvolochysk-Volochysk, sobre la carretera T2010 que lleva a Zbárazh. En Skóryky confluyen los ríos Vóvchok y Sámchyk.